# Tumbas de la gloria
Tumbas De La Gloria é uma das mais famosas canções de Fito Páez. Foi lançada em 1992, com o álbum El Amor Después Del Amor.
Nesta canção, Páez homenageia os roqueiros que influenciaram sua formação musical, e que estão todos mortos. No final da canção, Páez os enumera (Jim Morrison, Jimmy Hendrix, Luca Prodan, Janis Joplin, Che Guevara, Miguel Abuelo)

## Músicos
- Fito Páez: Vocais, piano, guitarras e teclados
- Tweety González: Programação e órgão
- Ulises Butrón: guitarras
- Gustavo Cerati: Guitarra sampleada
- Guillermo Vadalá: Baixo
- Daniel Colombes: Bateria

## Prêmios e Indicações
| Ano  | Prêmio                                               | Indicação             | Canção                | Resultado | Ref.  |
| ---- | ---------------------------------------------------- | --------------------- | --------------------- | --------- | ----- |
| 1993 | Premio ACE (Asociación de Cronistas de Espectáculos) | Melhor Video Clip     | “Tumbas De La Gloria” | Venceu    | [ 4 ] |
| 1993 | Premio ACE (Asociación de Cronistas de Espectáculos) | Melhor Canção de Rock | “Tumbas De La Gloria” | Venceu    | [ 4 ] |